# Jamides nava
Jamides nava är en fjärilsart som beskrevs av Hans Fruhstorfer 1915. Jamides nava ingår i släktet Jamides och familjen juvelvingar. Inga underarter finns listade i Catalogue of Life.